# Anka Topić
Anka Topić (Žepče, 30. svibnja 1882. – Vitez, 1956.) bila je hrvatska i bosanskohercegovačka pjesnikinja. Djetinjstvo i mladost provela u Sarajevu, gdje je završila Učiteljsku školu. Službovala u više mjesta u Bosni i Hercegovini (Kreševo, Šćit, Sarajevo, Humac i Stolac) kao učiteljica i prosvjetiteljka. Isticala se kao borac za emancipaciju žena. Prva je žena koja je objavila zbirku poezije u Bosni i Hercegovini. 

## Djela
- Izgubljena zvijezda (pjesme, 1908.)

## Vanjske poveznice
- Nagrada Anka Topić